# 木村文
木村 文（きむら ぶん、1994年8月1日 - ）は、日本の俳優。三重県出身。旧芸名は木村 文哉（きむら ふみや）。

## 略歴
2015年、「第28回ジュノン・スーパーボーイ・コンテスト」で、ベスト30に選ばれる。
2016年、般若『あの頃じゃねえ』のMVにて映像デビュー。
2022年には、『連続テレビ小説 ちむどんどん』で朝ドラ初出演。Twitterで「ずっと出たかった朝ドラ、おじいちゃんおばあちゃん両親が喜んでくれるのがすごく嬉しかった」と喜びを表した。
2023年3月末に前所属事務所であったソニー・ミュージックアーティスツを退所し、同年4月からはフリーランスとして活動している。
2024年2月1日、X・Instagram上で木村 文（きむら ぶん）への改名を発表した。

## 人物
特技は空手、サッカー、裁縫・服作り。空手は黒帯弐段の腕前で、全国大会優勝の経歴を持つ。趣味はギターと銭湯巡り。

## 出演

### 映画
- 短編「後ろ向きの青」（2014年、監督：神村友征） - 龍也 役
- 水風船（2016年、UTB映像アカデミー学生作品） - 主演・カズヤ 役
- 短編「時を想う」（2016年） - 主演・カケル 役[3]
- CALENDER FILMS（2017年、監督：榊原有佑） - 主演・フミヤ 役[4]
- 栞（2018年、監督：榊原有佑） - 天野亮 役[5]
- 想像だけで素晴らしいんだ（2018年、監督：アベラヒデノブ） - 純一 役[6]
- HiGH＆LOW THE WORST（2019年、監督：久保茂昭）
- さよならを迎えに（2019年、第24回釜山国際映画祭2019上映作品） - 主演・高田光希 役[7]
- 今日から俺は!!（2020年、監督：福田雄一） - 北根壊高校 木村穣 役[8]
- ヒノマルソウル（2020年、監督：飯塚健） - 木村宗一 役
- アメガラス（2021年、監督：空音央） - 主演・コウ 役[9]
- LIFE IS STAIRS（2021年、監督：木島悠翔、第9回八王子Short Film映画祭出展作品） - 主演・礼央 役[10]
- ただいま（2022年、監督：劉波、第33回東京学生映画祭審査員特別賞(瀬々敬久監督&杉野希妃監督賞)受賞作品） - 拓海 役
- Gメン（2023年、監督：瑠東東一郎） - 秋山 役
- almost people「長女のはなし」（2023年、監督：石井岳龍） - 量 役[11]
- フィクショナル　(2024年、監督：酒井善三) - 及川役

### テレビドラマ
- 100万円の女たち 第9話・第10話（2017年、テレビ東京） - 黒ずくめの男 役
- 花のち晴れ～花男 NextSeason～ 第6話（2018年、TBS） - 不良 役
- 刑事7人 第3話（2018年、テレビ朝日） - 真鍋翔太 役
- 今日から俺は!! 第1話（2018年、日本テレビ） - 不良 役
- みかづき 第2話（2019年、NHK総合） - 佐藤 役
- 向かいのバズる家族 第1話（2019年、読売テレビ・日本テレビ系）
- CHEAT 5話（2019年、読売テレビ・日本テレビ系） - 橋部翔太 役
- 教場（2020年、フジテレビ） - 木村明 役
- アライブ がん専門医のカルテ 第8話（2020年、フジテレビ） - 坂井 役
- アオイウソ 告白の放課後（2021年、TOKYO MX 他） - 主演・藤島大地 役[12]
- イチケイのカラス 第9話（2021年、フジテレビ）
- 連続テレビ小説 ちむどんどん（2022年、NHK総合） - 知念陽平 役[2]
- クロサギ（2022年10月21日 - 12月23日、TBS） - 榎木 役[13]
- 自転車屋さんの高橋くん（2022年、テレビ東京）- テルちゃん 役
- サブスク彼女　(2023年、ABC朝日) 元木役

### ウェブドラマ
- 湘南純愛組!（2020年、Amazonプライム・ビデオ） - 三田村 役
- 全裸監督 シーズン2（2021年、Netflix） - 沢裕二 役[14]
- 30までにとうるさくて 第8話（2022年、AbemaTV） - 石川 役
- ラブシェアリング（2022年、ひかりTV）[15]
- TOKYO VICE（2022年、HBO MAX・WOWOW） - 耕司 役

### 舞台
- 心は孤独なアトム（2013年10月、シアターグリーン） - トッペイ 役[16]
- あなたに贈るキス（2013年12月、シアターサンモール） - 小倉一平 役
- マジハウス（2014年5月、テアトルBONBON） - 幸成慎吾 役

### CM
- 関東学院大学 WEB（2017年）
- アート引越センター（2017年）
- クラシエ プロスタイル ポイントミストWEB（2017年）
- 全労済（2019年）
- マクドナルド（2019年）
- コナミ 実況パワフルサッカー（2021年）
- Timee（2022年）
- auじぶん銀行（2023年）

### ミュージックビデオ
- 般若「あの頃じゃねえ」（2016年7月） - 般若 役
- 矢澤壮太「嘘月」（2021年2月）[17]
- EOW「WONDERFUL」 (2024年)
- 不眠旅行「可惜夜」 (2024年)
- 大谷舞「ZERO」 (2024年)
- eminata「Waves」 (2024年)
- SATOH「モナリザ」 (2025年)

### ＷＥＢメディア
- 朝ドラから海外作品まで　活躍の幅を広げる俳優・木村文の野望に迫る

## 受賞歴
2022年度
- なら国際映画祭2022 Nara-wave部門 俳優賞 受賞